# Верхние Хыркасы
Ве́рхние Хыркасы́ (чув. Ҫӳлти Хыркасси) — деревня в Цивильском районе Чувашии в составе Богатырёвского сельского поселения.

## География
Расстояние до столицы республики — города Чебоксары — 63 км, до районного центра — города Цивильск — 26 км, до железнодорожной станции — 22 км, деревня расположена на левом берегу реки Унга. 

### Административно-территориальное деление
В XIX веке в составе Чебаевской волости Ядринского уезда, с 1921 года — в Цивильском уезде, с 1927 года в составе Цивильского района. Сельские советы: с 1 октября 1927 года — Хыркасинский, с 14 июня 1954 года — Богатырёвский.

## История
В XIX веке околоток деревни Байдушева (ныне не существует). Жители до 1866 года — государственные крестьяне; занимались земледелием, животноводством. В 1929 году образован колхоз «Кулеба́кский металлист».

## Название
Название произошло от чув. ҫӳлти «верхний; находящийся наверху», хыр «сосна» + касси «улица; околоток; деревня».— Географические названия Чувашской Республики

### Исторические и прежние названия
Околоток деревни Байдушева, Хыр-касы верхние (1897).

## Население
| 2010 | 2012 |
| ---- | ---- |
| 147  | ↗174 |

По данным Всероссийской переписи населения 2002 года в деревне проживало 199 человек, преобладающая национальность — чуваши (99%).

## Инфраструктура
Функционируют несколько КФХ (2010). Имеется магазин.

Улицы: Гагарина, Дубовая, Зелёная, Калинина, Ленина, Николаева.

## Памятники и памятные места
- Мемориал односельчанам, не вернувшимся с войны (кладбище д. Верхние Хыркасы). Построен на сбережения уроженки деревни Татьяны Григорьевны Артёмовой (Соколовой)[8].